# Lóvios

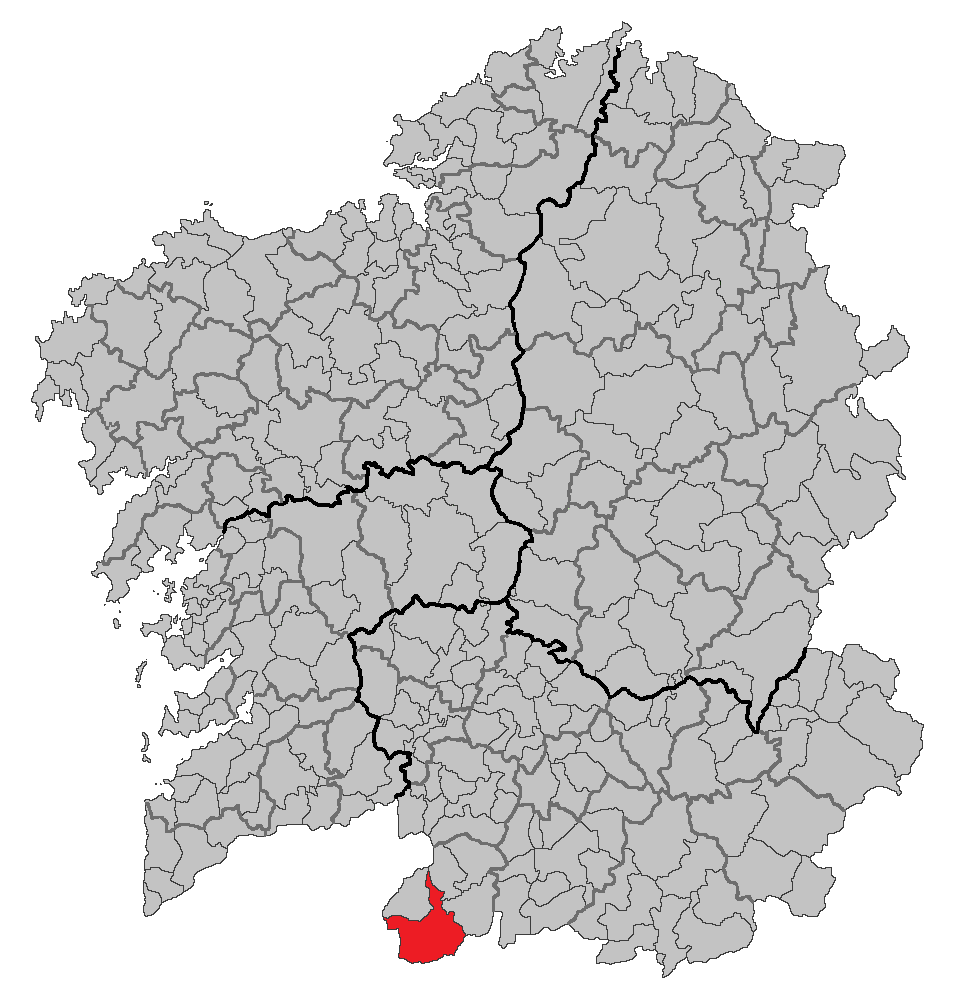
Localização de Lobios na Galiza.

Lóvios (Lobios; em espanhol, Lovios) é um município raiano da Espanha na província 
de Ourense, 
comunidade autónoma da Galiza, com 169,29 km² de área, população de 1868 habitantes (2016) e densidade populacional de 11,03 hab/km².

## Demografia
| Variação demográfica do município entre 1991 e 2004 | Variação demográfica do município entre 1991 e 2004 | Variação demográfica do município entre 1991 e 2004 | Variação demográfica do município entre 1991 e 2004 |
| --------------------------------------------------- | --------------------------------------------------- | --------------------------------------------------- | --------------------------------------------------- |
| 1991                                                | 1996                                                | 2001                                                | 2004                                                |
| 3 266                                               | 2 797                                               | 2 623                                               | 2 547                                               |